# Kalužskaja (1964)
La vecchia stazione della metropolitana di Mosca denominata Kalužskaja (in russo Калужская?), situata sulla linea Kalužsko-Rižskaja, fu in esercizio dal 1964 al 1974.
Era situata nella parte orientale della stazione ferroviaria Kalužskaja, nella parte sud-occidentale di Mosca e fu sostituita dall'attuale fermata Kalužskaja, aperta nel 1974.
Questa stazione è una delle due stazioni chiuse della rete metropolitana di Mosca: l'altra è Pervomajskaja (stazione del Primo maggio). Dopo la chiusura è stata convertita in deposito senza grandi cambiamenti strutturali ed architettonici.